# کوشک رفعت الدوله
کوشک رفعت الدوله بنایی تاریخی در شهر رابر استان کرمان در ایران است.
این کوشک در خیابان آیت‌الله خامنه‌ای ، کوچه آیت اله خامنه ای 2 شهر رابر  واقع است. این بنا از ابنیة دوره قاجار این شهر است و در سال ۱۳۰۵ هجری قمری و به دستور رستم خان اسفندیاری مشهور به رفعت‌الدوله، حکمران بلوک خمسه (جیرفت، رابر، اسفندقه، ساردوئیه و جبال‌بارز) ساخته شد.
این ساختمان که روزگاری سرای حکومتی رفعت‌الدوله بوده‌است، درمیان باغی بزرگ و مفرّح قرار دارد و دارای یک تالار ستون‌دار درجلو، یک اتاق پنج دری در بخش میانی و تالار ستون‌دار دیگری به قرینة تالار جلویی، در پشت بوده‌است که امروزه اثری از این بخش بجای نمانده است. از دیگر قسمت‌های این بنا می‌توان به فضاها و اتاقهای دودری طرفین، مطبخ و زندان اشاره کرد. ملک مذکور تحت مالکیت خصوصی است.
- فهرست آثار تاریخی کرمان